# Helictopleurus sinuaticornis
Helictopleurus sinuaticornis là một loài bọ cánh cứng trong họ Bọ hung (Scarabaeidae).